# Scolelepis vulgaris
Scolelepis vulgaris är en ringmaskart som först beskrevs av Johnston 1827.  Scolelepis vulgaris ingår i släktet Scolelepis och familjen Spionidae. Inga underarter finns listade i Catalogue of Life.